# Agrostis brachiata
Agrostis brachiata är en gräsart som beskrevs av William Munro och Joseph Dalton Hooker. Agrostis brachiata ingår i släktet ven, och familjen gräs. Inga underarter finns listade i Catalogue of Life.